# Mont-Saint-Guibert

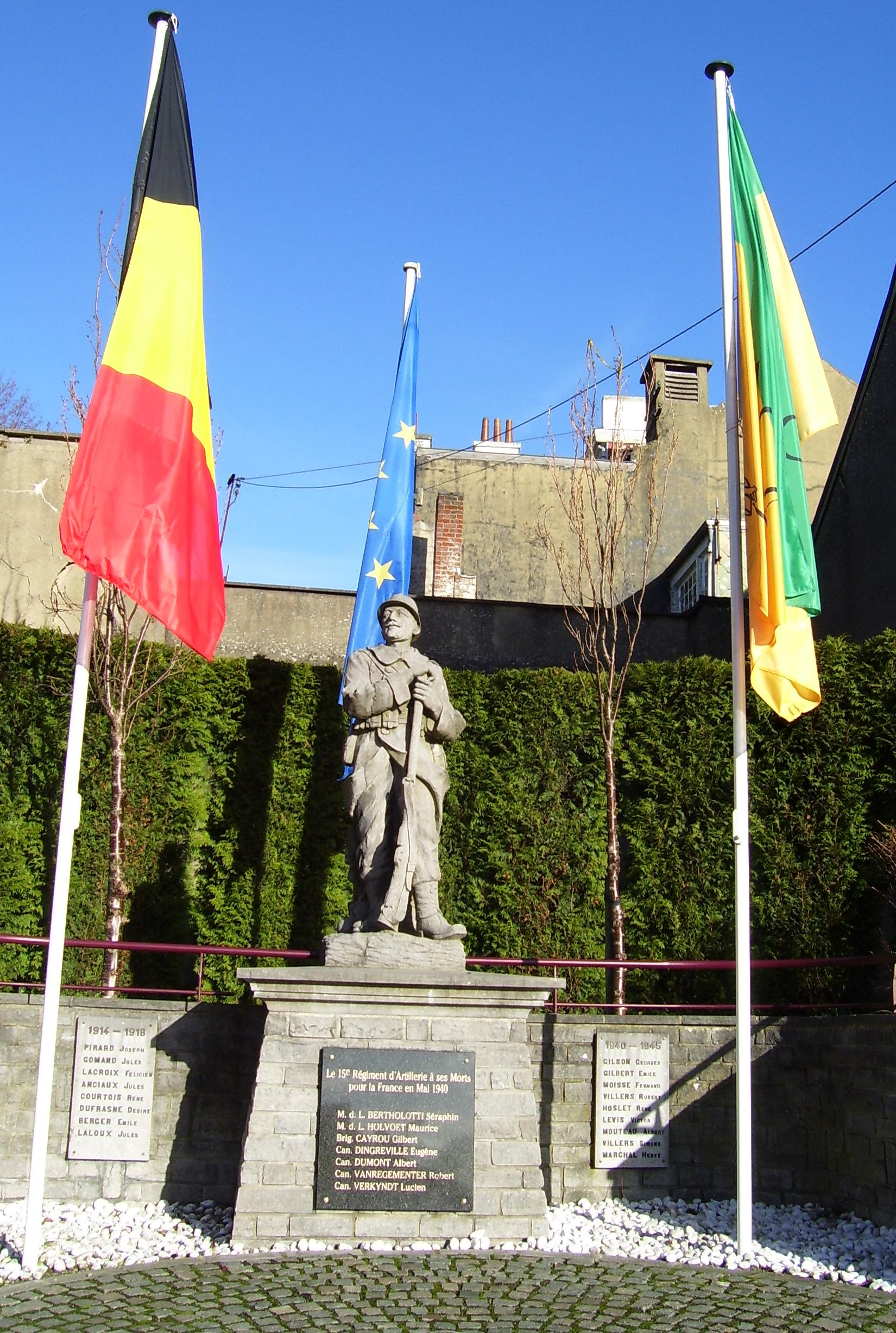
Krigsmomument på Grand'Place

Mont-Saint-Guibert (vallonska Mont-Sint-Gubiet) är en kommun i den franskspråkiga provinsen Vallonska Brabant i Belgien. Den består av de tre ortsdelarna Mont-Saint-Guibert, Corbais och Hévillers som 1977 slogs samman.

## Geografiskt läge
Mont-Saint-Guibert ligger i Ornedalen. Ån Orne har sin källa i närheten av Gembloux och sin mynning i Thyleån vid Court-Saint-Etienne.

## Politik

### Styre
Kommunfullmäktige (Conseil Communal) har 17 medlemmar varav fyra så kallade Echevins, och borgmästaren bildar ett kollegium (Collège) med särskilda ansvarsområden. 

### Vapen
Sedan den 7 januari 1952 har Mont-Saint-Guibert ett vapen. Det härstammar från benediktinklostret i Gembloux som grundades på 900-talet av den helige Vibert (Saint Guibert).